# Serge Ngoma
Serge Patrick Ngoma Jr. (North Plainfield, 9 luglio 2005) è un calciatore statunitense, attaccante del N.Y. Red Bulls.

## Carriera
Cresciuto nel settore giovanile del N.Y. Red Bulls, ha debuttato con la squadra riserve il 24 settembre 2020 nell'incontro di USL Championship perso 5-3 contro l'Atlanta United 2. Il 20 agosto del 2021 ha segnato il suo primo gol nella trasferta persa 3-2 contro il Charleston Battery.
Il 17 febbraio 2022 ha firmato il suo primo contratto professionistico e dieci giorni dopo ha esordito in MLS nella trasferta vinta 3-1 contro i S.J. Earthquakes. Ha trovato il primo gol in questo torneo il 1º luglio segnando la rete decisiva nella vittoria per 2-1 contro l'Atlanta United.

## Statistiche

### Presenze e reti nei club
Statistiche aggiornate al 19 aprile 2025.
| Stagione        | Squadra           | Campionato      | Campionato | Campionato | Coppe nazionali | Coppe nazionali | Coppe nazionali | Coppe continentali | Coppe continentali | Coppe continentali | Altre coppe | Altre coppe | Altre coppe | Totale | Totale | Totale |
| Stagione        | Squadra           | Comp            | Pres       | Reti       | Comp            | Pres            | Reti            | Comp               | Pres               | Reti               | Comp        | Pres        | Reti        | Pres   | Reti   |        |
| --------------- | ----------------- | --------------- | ---------- | ---------- | --------------- | --------------- | --------------- | ------------------ | ------------------ | ------------------ | ----------- | ----------- | ----------- | ------ | ------ | ------ |
| 2020            | N.Y. Red Bulls II | USL             | 3          | 0          | -               | -               | -               | -                  | -                  | -                  | -           | -           | -           | 3      | 0      |        |
| 2021            | N.Y. Red Bulls II | USL             | 19         | 3          | -               | -               | -               | -                  | -                  | -                  | -           | -           | -           | 19     | 3      |        |
| 2022            | N.Y. Red Bulls II | USL             | 1          | 0          | -               | -               | -               | -                  | -                  | -                  | -           | -           | -           | 1      | 0      |        |
| 2024            | N.Y. Red Bulls II | USL             | 0          | 0          | USCup           | 1               | 1               | -                  | -                  | -                  | -           | -           | -           | 1      | 1      |        |
| 2022            | N.Y. Red Bulls    | MLS             | 8          | 2          | USCup           | 0               | 0               | -                  | -                  | -                  | -           | -           | -           | 8      | 2      |        |
| 2023            | N.Y. Red Bulls    | MLS             | 2          | 0          | USCup           | 0               | 0               | -                  | -                  | -                  | LC          | 0           | 0           | 2      | 0      |        |
| 2024            | N.Y. Red Bulls    | MLS             | 9          | 1          | USCup           | 0               | 0               | -                  | -                  | -                  | LC          | 0           | 0           | 9      | 1      |        |
| 2025            | N.Y. Red Bulls    | MLS             | 6          | 1          | USCup           | 0               | 0               | -                  | -                  | -                  | LC          | 0           | 0           | 6      | 1      |        |
| Totale carriera | Totale carriera   | Totale carriera | 48         | 7          |                 | 1               | 1               |                    | -                  | -                  |             | -           | -           | 49     | 8      |        |